# Malmskillnadstrappan

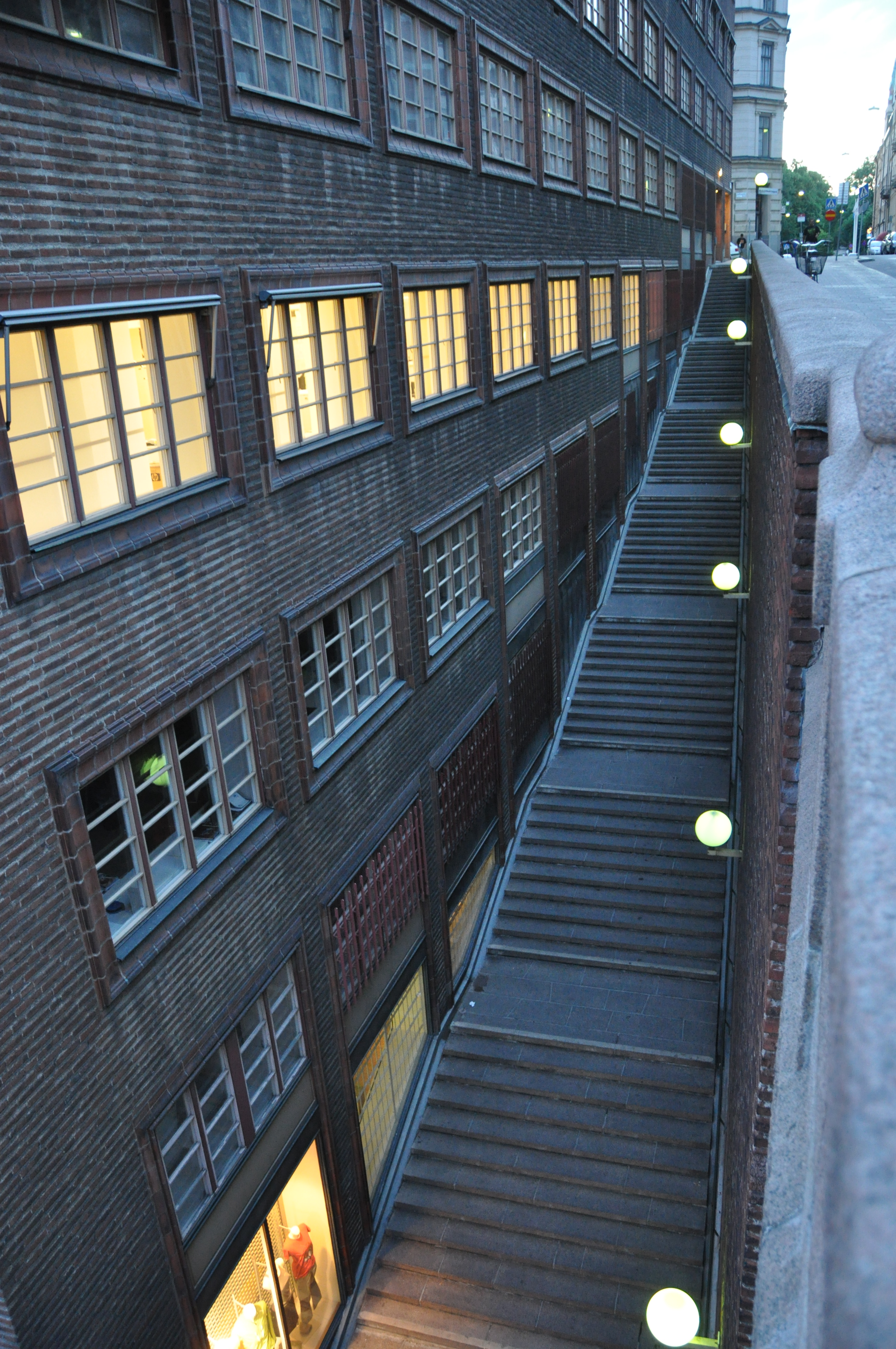
Hela trappan.

Malmskillnadstrappan är en trappa på Norrmalm i Stockholm. Den leder från Kungsgatan upp till den högre belägna Malmskillnadsgatan, och anlades 1932 i samband med bygget av Centrumhuset vars arkitekt var Cyrillus Johansson. 
Trappan är tre meter bred nedtill och smalnar av hela vägen upp till två meters bredd högst upp. Det gör att trappan känns mycket längre än den är. Den är 32 meter lång och har 89 trappsteg av granit som avbryts av sex vilplan. Trappsidorna utgörs dels av Centrumhusets fasad och dels av Malmskillnadsbrons tegelsida som har en liknande struktur som Centrumhusets tegelfasad. Det gör trappan till en del av Centrumhuset och den är troligen ritad av samme arkitekt.

## Bilder

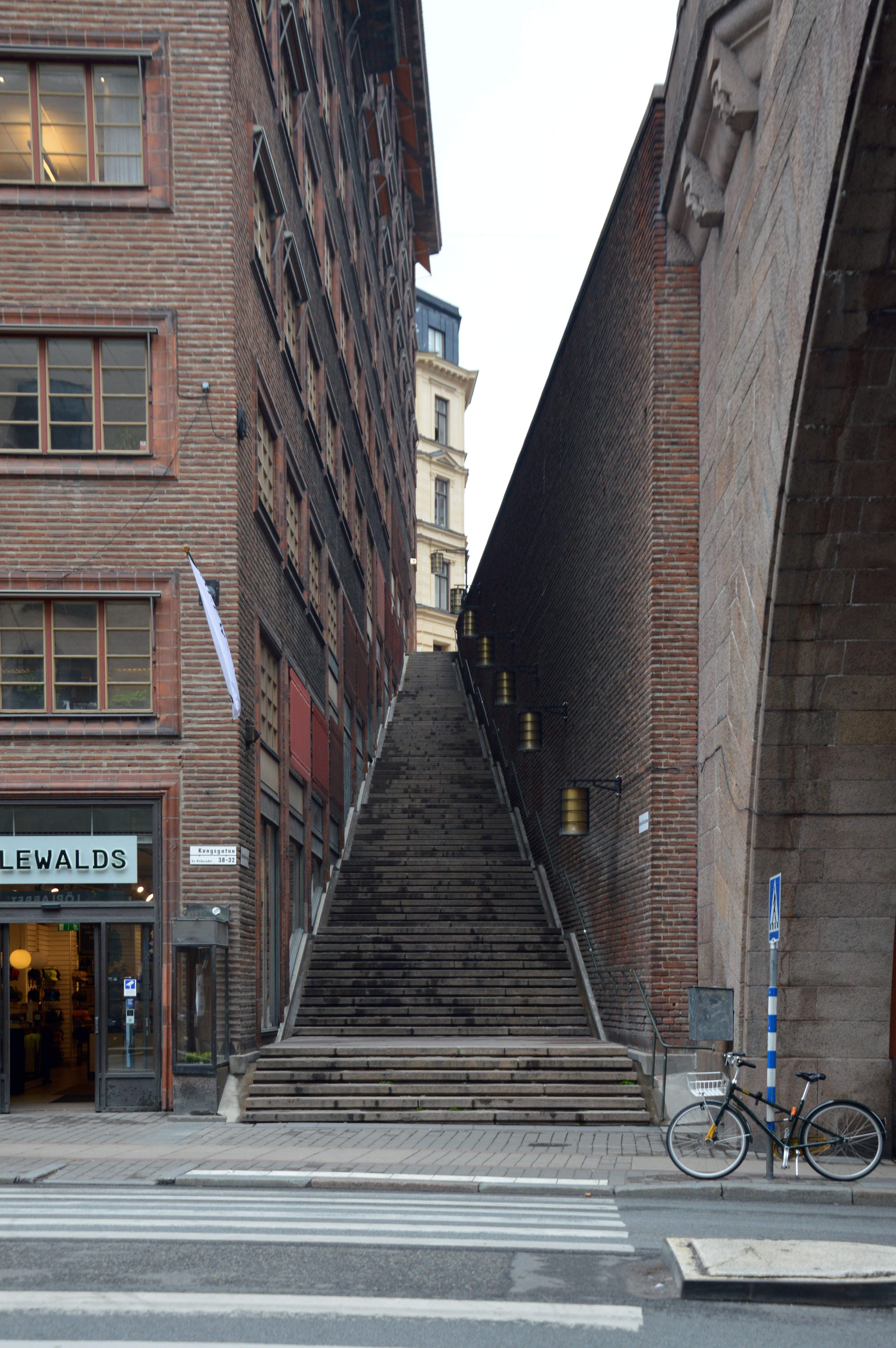
Malmskillnadstrappan från Kungsgatan.
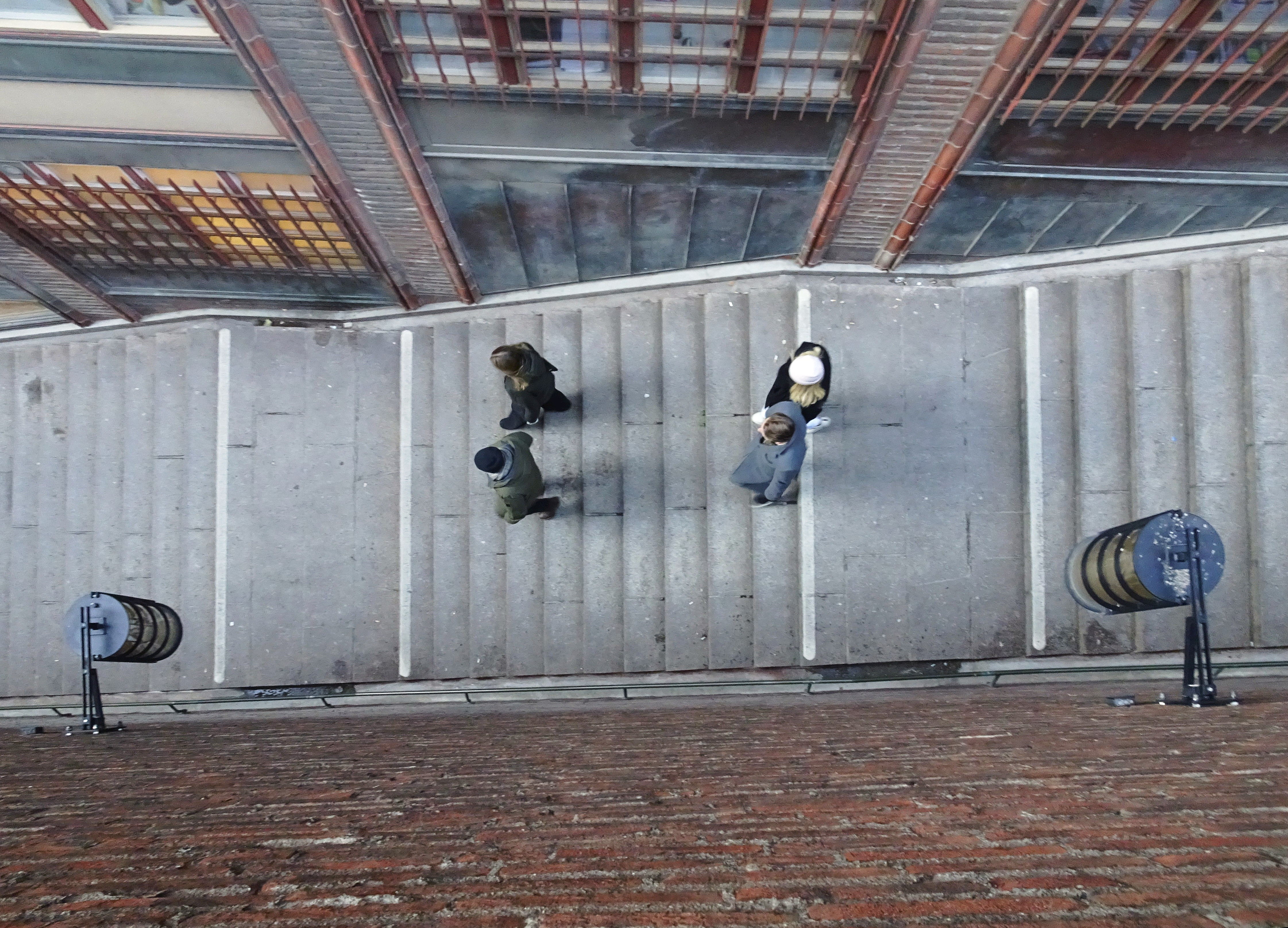
Malmskillnadstrappan uppifrån.
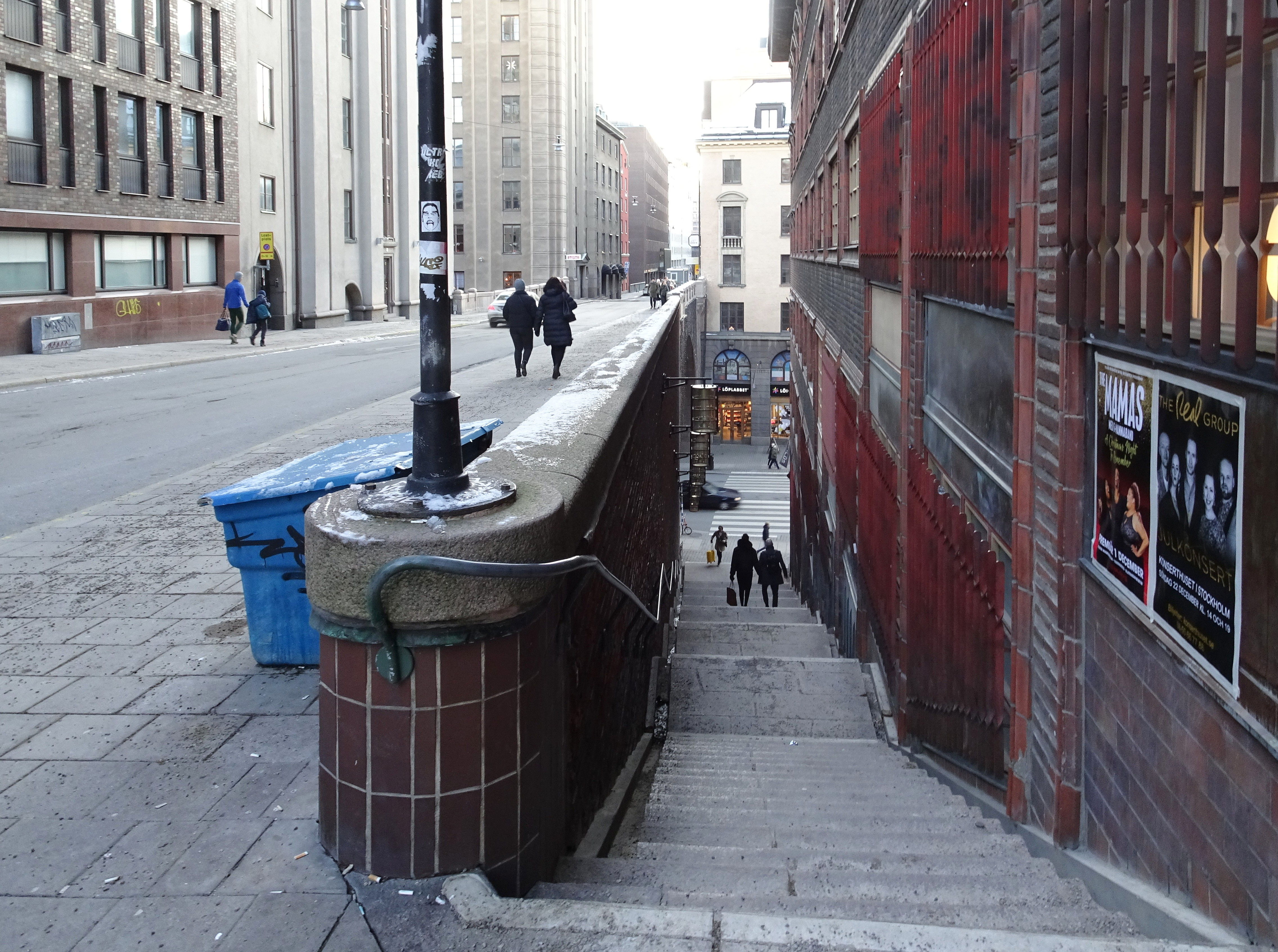
Malmskillnadstrappan från Malmskillnadsgatan.